# Jelemek
Jelemek je malá vesnice, část obce Nebahovy v okrese Prachatice v Jihočeském kraji. Nachází se asi dva kilometry jihozápadně od Nebahov. Jelemek je také název katastrálního území o rozloze 2,65 km².

## Historie
První písemná zmínka o vesnici pochází z roku 1379.

## Obyvatelstvo
| Rok            | 1869 | 1880 | 1890 | 1900 | 1910 | 1921 | 1930 | 1950 | 1961 | 1970 | 1980 | 1991 | 2001 | 2011 | 2021 |
| -------------- | ---- | ---- | ---- | ---- | ---- | ---- | ---- | ---- | ---- | ---- | ---- | ---- | ---- | ---- | ---- |
| Počet obyvatel | 207  | 189  | 173  | 158  | 146  | 142  | 122  | 78   | 82   | 45   | 30   | 13   | 16   | 22   | 36   |
| Počet domů     | 36   | 37   | 37   | 34   | 34   | 35   | 30   | 31   | 31   | 17   | 15   | 18   | 23   | 25   | 24   |

## Obecní správa
Při sčítání lidu v letech 1850–1879 Jelemek byl osadou obce Nebahovy v okrese Prachatice. V letech 1880–1959 byl samostatnou obcí v okrese Prachatice. Od roku 1960 je opět částí obce Nebahovy v okrese Prachatice. V letech 1880–1949 k obci patřily Kralovice a v letech 1880–1959 také Lažišťka.

## Pamětihodnosti
- Přírodní památka Pod Vyhlídkou II
- Kaple